# Vroenhof (Houthem)
De Vroenhof is een voormalig landhuis in het Nederlandse dorp Houthem, provincie Limburg. In de 20e eeuw was de Vroenhof in gebruik als klooster en noviciaat, om vanaf de jaren 90 een zorginstelling te huisvesten.

## Geschiedenis
In de 13e eeuw was er mogelijk al een hoeve op deze locatie. De naam Vroenhof wijst er op dat deze hoeve oorspronkelijk van een landsheer was die vanuit hier de omliggende landbouwgronden liet exploiteren. De hoeve zal in de 16e eeuw door een landhuis zijn vervangen.  
Goswin Wijnands en Isabella van Veen, eigenaren van de nabijgelegen Wijnandshof, hadden de Vroenhof begin 17e eeuw in eigendom. Zij gebruikten het als buitenhuis. Winand Habets kocht de Vroenhof in 1644.
In 1756 woonden Elisabeth Habets en Lambert Floris de Sauveur op de Vroenhof. Hun dochter Marie José de Sauveur huwde begin 19e eeuw met Eugène Victor Roosen en het echtpaar voegde in 1808 de voormalige parochiekerk Sint-Martinus aan het landgoed toe.
In 1865 werd de Vroenhof verkocht aan jonkheer Alphons Michiels van Kessenich die het oude huis verving door een nieuw landhuis.
Louis Jerome Ruijs de Beerenbroeck kocht het landhuis in 1875.
In 1904 werd E. Franquinet de nieuwe eigenaar. Hij voerde een jaar later een verbouwing uit.

### Klooster en zorginstelling
De Kleine Zusters van de Heilige Joseph kochten het landhuis in 1927 om het te verbouwen tot een klooster. Op het in 1785 gebouwde koor na werd de oude parochiekerk afgebroken en vervangen door een nieuwe kloosterkerk. De zusters gaven onderwijs en verhuurden kamers. Een van de huurders was Marie Koenen, die hier gedurende de laatste jaren van haar leven verbleef.
De paters Monfortanen kochten de Vroenhof in 1964 en vestigden er een noviciaat in. In 1967 vond er een ernstige brand plaats in het gebouw. Na de renovatie werd de Vroenhof in 1969 in gebruik genomen als rusthuis voor zieke en oude paters. Enkele jaren later werd het officieel een Kloosterbejaardenoord. In 1994 gingen de gebouwen over naar de Stichting Oecumenisch Zorgcentrum Vroenhof, op een deel na dat van de Monfortanen bleef. Eind 20e eeuw nam Cicero Zorggroep het complex over. In 2021 werd de Vroenhof verbouwd en een jaar later nam zorginstelling Nobama Care het beheer op zich.

## Beschrijving
De oudste bebouwing was waarschijnlijk een 13e-eeuwse hoeve die in de 16e eeuw is vervangen door een rechthoekig huis rondom een binnenplaats. Dit landhuis had een afmeting van circa 22 bij 25 meter. Aan de oostzijde van het landhuis stond de parochiekerk die in 1808 bij het complex werd getrokken.
In 1865 verving jonkheer Alphons Michiels van Kessenich het oude landhuis door een nieuw gebouw, met hoge vleugels. De gevels werden opgetrokken in mergelsteen in neoclassicistische stijl. Het is niet bekend in hoeverre oudere delen bewaard bleven en in de nieuwbouw werden opgenomen.
In 1905 volgde een verbouwing.
In 1927 werd de Vroenhof een klooster. Hiertoe werd het landhuis omgebouwd en tevens uitgebreid. In 1976 volgde opnieuw een uitbreiding. In 1994 volgde de sloop van het grootste deel van het oude landhuis, waarna er nieuwbouw werd neergezet. In 2021 werd het complex opnieuw verbouwd.
Van het 19e-eeuwse landhuis zijn alleen de noordelijke vleugel en een deel van de oostelijke vleugel bewaard gebleven. 